# Knudsker Sogn
Knudsker Sogn 
ist eine Kirchspielsgemeinde (dän.: Sogn)
auf der dänischen Insel Bornholm.
Bis 1970 gehörte sie zur Harde Bornholms Vester Herred im damaligen Bornholms Amt, danach mit dem Wegfall der Hardenstruktur zur Rønne Kommune im unveränderten Bornholms Amt, die wiederum zum Januar 2003 in der Bornholms Regionskommune aufgegangen ist. Die Regionskommune war zunächst – wie Kopenhagen und Frederiksberg – amtsfrei, also direkt dem Staat unterstellt, und wurde dann mit der Kommunalreform zum 1. Januar 2007 der Region Hovedstaden zugeordnet.

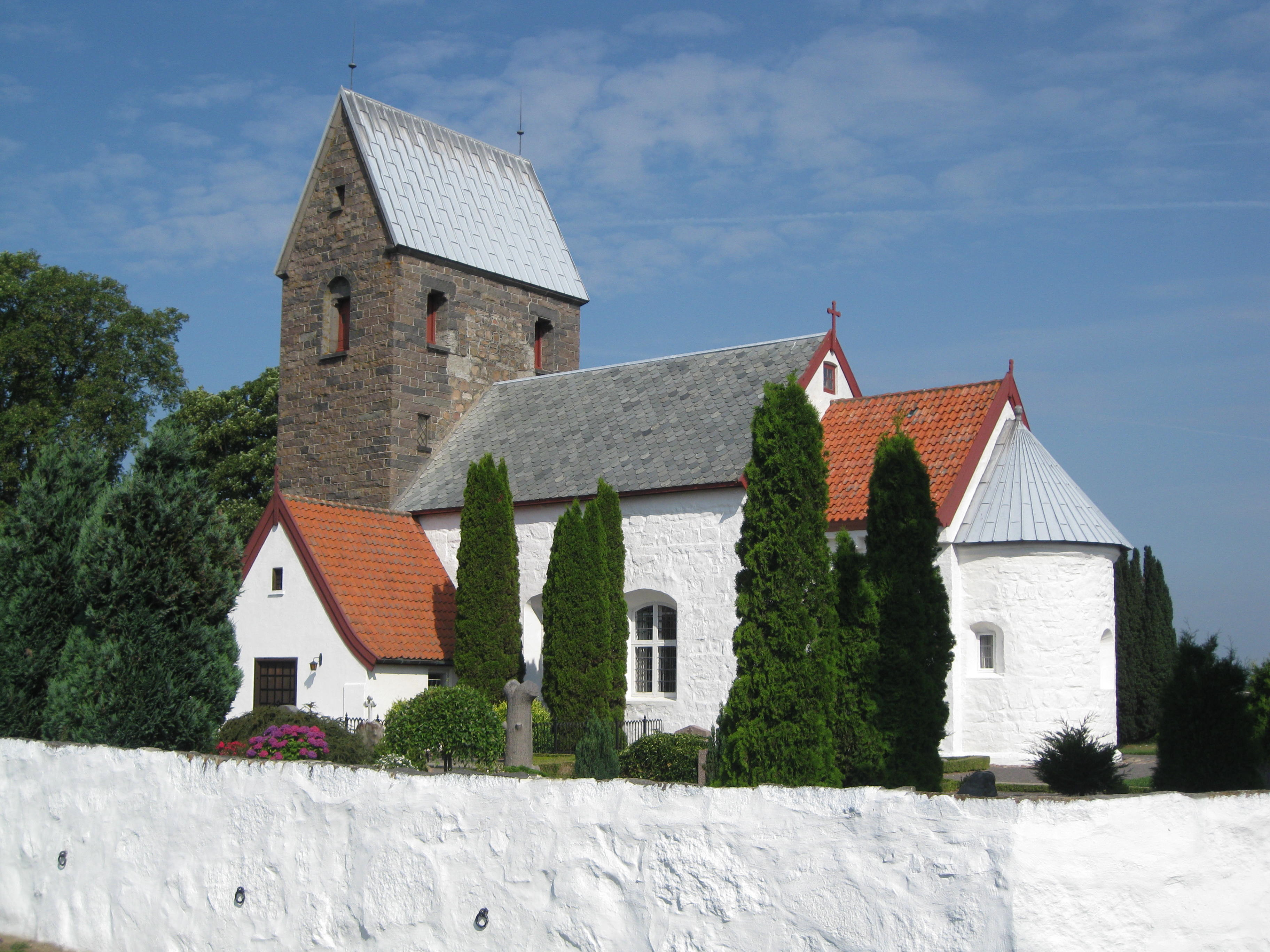
Sankt Knuds Kirke

Im Kirchspiel leben 2749 Einwohner (Stand: 1. Januar 2023), der größte Teil davon Einwohner der Stadt Rønne.
Im Kirchspiel liegt die Kirche „Sankt Knuds Kirke“.
Nachbargemeinden sind im Norden Nyker Sogn, im Osten Vestermarie Sogn, im Südosten Nylarsker Sogn und im Südwesten Rønne Sogn.